# Saint-François-de-Sales
Saint-François-de-Sales és un municipi francès al departament de Savoia i (regió d'Alvèrnia-Roine-Alps). L'any 2007 tenia 139 habitants.

## Demografia

### Població
El 2007 la població de fet de Saint-François-de-Sales era de 139 persones. Hi havia 72 famílies de les quals 32 eren unipersonals (12 homes vivint sols i 20 dones vivint soles), 20 parelles sense fills i 20 parelles amb fills.
La població ha evolucionat segons el següent gràfic:

### Habitatges
El 2007 hi havia 144 habitatges, 71 eren l'habitatge principal de la família, 72 eren segones residències i 1 estava desocupat. 131 eren cases i 12 eren apartaments. Dels 71 habitatges principals, 53 estaven ocupats pels seus propietaris, 15 estaven llogats i ocupats pels llogaters i 3 estaven cedits a títol gratuït; 4 tenien una cambra, 5 en tenien dues, 20 en tenien tres, 20 en tenien quatre i 22 en tenien cinc o més. 50 habitatges disposaven pel capbaix d'una plaça de pàrquing. A 40 habitatges hi havia un automòbil i a 26 n'hi havia dos o més.

### Piràmide de població
La piràmide de població per edats i sexe el 2009 era:
| Homes | Edats   | Dones |
| ----- | ------- | ----- |
| 0     | 95 o +  | 0     |
| 0     | 90 a 94 | 0     |
| 0     | 85 a 89 | 0     |
| 0     | 80 a 84 | 0     |
| 4     | 75 a 79 | 0     |
| 4     | 70 a 74 | 4     |
| 4     | 65 a 69 | 4     |
| 4     | 60 a 64 | 8     |
| 4     | 55 a 59 | 0     |
| 4     | 50 a 54 | 4     |
| 4     | 45 a 49 | 4     |
| 8     | 40 a 44 | 8     |
| 8     | 35 a 39 | 0     |
| 4     | 30 a 34 | 4     |
| 12    | 25 a 29 | 4     |
| 4     | 20 a 24 | 0     |
| 0     | 15 a 19 | 8     |
| 8     | 10 a 14 | 0     |
| 8     | 5 a 9   | 4     |
| 0     | 0 a 4   | 0     |

## Economia
El 2007 la població en edat de treballar era de 91 persones, 74 eren actives i 17 eren inactives. De les 74 persones actives 69 estaven ocupades (41 homes i 28 dones) i 5 estaven aturades (2 homes i 3 dones). De les 17 persones inactives 6 estaven jubilades, 5 estaven estudiant i 6 estaven classificades com a «altres inactius».

### Ingressos
El 2009 a Saint-François-de-Sales hi havia 77 unitats fiscals que integraven 158 persones, la mediana anual d'ingressos fiscals per persona era de 17.182,5 €.

### Activitats econòmiques
Dels 8 establiments que hi havia el 2007, 1 era d'una empresa de fabricació d'altres productes industrials, 1 d'una empresa de construcció, 3 d'empreses d'hostatgeria i restauració, 2 d'entitats de l'administració pública i 1 d'una empresa classificada com a «altres activitats de serveis».
Els 2 serveis als particulars que hi havia el 2009 eren restaurants.
L'any 2000 a Saint-François-de-Sales hi havia 9 explotacions agrícoles.

## Equipaments sanitaris i escolars
El 2009 hi havia una escola elemental integrada dins d'un grup escolar amb les comunes properes formant una escola dispersa.

## Poblacions properes
El següent diagrama mostra les poblacions més properes.